# Rory J. Saper
Rory Jonathon Saper (Slough, Inglaterra, 3 de abril de 1996) es un actor británico.

## Biografía

### Vida y educación
Saper nació en Slough, Inglaterra y creció en Beaconsfield con sus dos hermanas mayores. Su padre es actor de teatro. Asistió a la Escuela Davenies y la Harrow School.

### Carrera
Después de hacer una serie de cortometrajes con su amigo y subirlos a YouTube, Saper fue descubierto a la edad de quince años para hacer su debut cinematográfico como el personaje principal de la película de vampiros canadiense Rufus, un amigo fiel, que se estrenó en 2012. Fue nombrado Male Indie Icon en el Festival de Cine de Las Vegas del 2013.
Saper terminó la escuela antes de aparecer en más películas en 2016 y 2017, incluido el drama deportivo británico The Pass y como una versión joven de Tarzán de Alexander Skarsgård en La leyenda de Tarzán. En 2018, Saper hizo su debut televisivo cuando comenzó a protagonizar la serie de fantasía para adolescentes en inglés Encuéntrame en París como Max Alvarez, un papel que interpretaría durante las dos primeras temporadas. Apareció en la película independiente Summerland del 2020.

## Filmografía

### Cine
| Año  | Título                           | Papel           | Notas        |
| ---- | -------------------------------- | --------------- | ------------ |
| 2012 | Rufus, un amigo fiel             | Rufus           |              |
| 2016 | The Pass                         | Bellboy         |              |
| 2016 | Infinite                         | Dribble         | Cortometraje |
| 2016 | La leyenda de Tarzán             | Tarzán (joven)  |              |
| 2016 | Considering Love and Other Magic | Steven          |              |
| 2017 | Incontrol                        | Victor          |              |
| 2017 | Money Drugs                      | Ryan Arrowsmith | Cortometraje |
| 2020 | Summerland                       | Oliver          |              |
| 2022 | Kill Them with Kindness          | Louis           | Cortometraje |

### Televisión
| Año       | Título           | Papel       | Notas                                                         |
| --------- | ---------------- | ----------- | ------------------------------------------------------------- |
| 2018–2020 | Find Me in Paris | Max Alvarez | Reparto principal (temporada 1-2); voz invitada (temporada 3) |
| 2021      | Close to Me      | Josh        | Episodio: «Episode #1.4»                                      |